# Kusala pocsi
Kusala pocsi är en insektsart som först beskrevs av Irena Dworakowska 1979.  Kusala pocsi ingår i släktet Kusala och familjen dvärgstritar. Inga underarter finns listade i Catalogue of Life.